# تپه هشه‌بید
تپه هشه بید مربوط به عصر مفرغ - عصر آهن - دوره ساسانیان - سده‌های اولیه دوران‌های تاریخی پس از اسلام است و در شهرستان ازنا، بخش مرکزی، دهستان پاچه لک غربی، روستای هشه بید واقع شده و این اثر در تاریخ ۷ اسفند ۱۳۸۶ با شمارهٔ ثبت ۲۱۳۴۶ به‌عنوان یکی از آثار ملی ایران به ثبت رسیده است.